# بعثة الأمم المتحدة في ساحل العاج
بعثة الأمم المتحدة في ساحل العاج كانت بعثة لحفظ السلام هدفها تسهيل تنفيذ اتفاق ليناس ماركوسي، وكذلك إنشاء عنصر عسكري لاستكمال «عمليات القوات الفرنسية وقوات الجماعة الاقتصادية لدول غرب أفريقيا» في ساحل العاج. تم إنشاء البعثة بموجب قرار مجلس الأمن التابع للأمم المتحدة رقم 1479 في 13 مايو 2003. جاءت بعدها عملية الأمم المتحدة في ساحل العاج في 4 أبريل 2004.

## التاريخ
بدأت الحرب الأهلية الإيفوارية الأولى في سبتمبر 2002. رداً على اتفاقيات الدفاع مع كوت ديفوار، التي يعود تاريخها إلى الاستقلال، نشرت فرنسا قوة عسكرية تحت <i id="mwGQ">عملية ليكورن</i>. كما نشرت المجموعة الاقتصادية لدول غرب إفريقيا (إيكواس) قوة عسكرية هي بعثة الإيكواس في كوت ديفوار. كان من المقرر أن تعمل هاتان القوتان العسكريتان كقوات حفظ سلام وكُلفت فيما بعد بإبقاء فصائل الحرب الأهلية منفصلة أثناء تنفيذ اتفاقية ليناس ماركوسي في يناير 2003. في مايو 2003، قرر مجلس الأمن التابع للأمم المتحدة أن الصراع في كوت ديفوار لا يزال يمثل تهديدًا للسلم والأمن الدوليين وأصدر قرار مجلس الأمن التابع للأمم المتحدة رقم 1479 بإنشاء بعثة الأمم المتحدة في كوت ديفوار. كانت هذه المهمة لاستكمال مهمة القوات الفرنسية وقوات الجماعة الاقتصادية لدول غرب إفريقيا.